# Сакаса, Ольга
Ольга Мария Сакаса Крус (исп. Olga María Sacasa Cruz; род. 17 июня 1961) — никарагуанская велогонщица, выступавшая на треке и шоссе. Участница летних Олимпийских игр 1992 года.

## Биография
Ольга Сакаса родилась 17 июня 1961 года.
В 1984 году окончила колледж колледж Маунт-Холиок, став специалистом по немецкому языку и основам медицины. В 1999 году получила степень бакалавра физической культуры в университете Нью-Мексико.
В 1992 году вошла в состав сборной Никарагуа на летних Олимпийских играх в Барселоне. В индивидуальном спринте заняла в квалификации последнее, 12-е место, показав результат 14,061 секунды, и не участвовала в четвертьфинале. В индивидуальной гонке преследования заняла в квалификации последнее, 16-е место с результатом 4 минуты 32,671 секунды, уступив 45,155 секунды попавшей в четвертьфинал с 8-го места Теа Викстедт-Ниман из Финляндии. Поскольку Сакаса была первой выступившей в этой дисциплине в истории Олимпийских игр и единственной участницей заезда, она установила олимпийский рекорд. Также была заявлена в шоссейной групповой гонке, но не вышла на старт.
По состоянию на 2024 год остаётся единственной женщиной, представлявшей Никарагуа на летних Олимпийских играх в велоспорте и единственной велогонщицей страны на олимпийском треке.